# Glory Edet
Glory Ubong Edet, née le 26 février 2001, est une footballeuse internationale nigériane. Elle évolue au poste de latérale droite aux Bayelsa Queens.

## Biographie
En 2018, avec les Ibom Angels, Glory Edet atteint la finale de l'Aiteo Cup (défaite 1-0 face aux Rivers Angels). Elle est nommée parmi les meilleures jeunes joueuses de la saison 2018 de NWFL.
En 2019, elle rejoint les Confluence Queens, avant de signer aux Bayelsa Queens l'année suivante. Avec son nouveau club, elle se qualifie pour la Ligue des champions africaine en 2022. Les Bayelsa Queens terminent à la troisième place face aux Simba Queens, et elle est nommée dans l'équipe-type du tournoi.
Fin 2021, elle est convoquée en équipe du Nigeria pour un camp d'entraînement.

## Palmarès
Bayelsa Queens
- Championnat du Nigeria
  - Championne : 2021-2022
- Coupe du Nigeria
  - Vainqueure : 2021
- Tournoi de l'UFOA-B
  - Vainqueure : 2022
- Ligue des champions de la CAF
  - Troisième : 2022